# La Reine de Broadway
Pour plus de détails, voir Fiche technique et Distribution.
La Reine de Broadway (Cover Girl) est un film musical américain réalisé par Charles Vidor, sorti en 1944.

## Synopsis
Danny McGuire (Gene Kelly) dirige une petite boîte de nuit à Brooklyn. Sa fiancée Rusty Parker (Rita Hayworth), l’une des danseuses de son spectacle, se présente à un concours qu’organise le magazine Vanity. Elle est aussitôt remarquée par le directeur John Coudair (Otto Kruger) qui la sélectionne et la rend célèbre du jour au lendemain. Depuis, le public et les professionnels se pressent dans le cabaret de Danny pour venir la voir. Les problèmes commencent quand Noel Wheaton (Lee Bowman) propose à Rusty d’être la vedette d’un spectacle à Broadway, dans son théâtre. Ne voulant pas nuire à la carrière de Rusty, Danny la renvoie de sa boîte de nuit, s’efface et part en tournée. Désemparée, Rusty accepte la proposition de Weathon et devient une star de Broadway. Informée du retour de Danny par John Coudair, le jour de son mariage avec Noel Wheaton, Rusty s’enfuit pour retrouver Danny, l’homme qu’elle a toujours aimé.

## Fiche technique
- Titre : La Reine de Broadway
- Titre original : Cover girl
- Réalisation : Charles Vidor, assisté de Budd Boetticher (crédité Oscar Boetticher Jr)
- Scénario : Virginia Van Upp d'après une histoire de Erwin Gelsey
- Adaptation : Marion Parsonnet et Paul Gangelin
- Producteur : Arthur Schwartz
- Société de production : Columbia Pictures
- Photographie : Rudolph Maté et Allen M. Davey
- Musique : Carmen Dragon et Morris Stoloff
- Chansons : Jerome Kern et Ira Gershwin
- Chorégraphie : Val Rasset, Seymour Felix et Stanley Donen (non crédité)
- Décors : Lionel Banks, Cary Odell et Fay Babcock
- Costumes : Travis Banton
- Montage : Viola Lawrence
- Pays d'origine : États-Unis
- Langue : anglais
- Format : Couleur (Technicolor)
- Genre : Film musical et comédie romantique
- Durée : 107 minutes
- Date de sortie : 
  - États-Unis : 30 mars 1944
- Affiche : Guy-Gérard Noël (France)

## Distribution
- Rita Hayworth (VF : Françoise Gaudray) : Rusty Parker / Maribelle Hicks
  - Martha Mears : voix chantée de Rusty Parker / Maribelle Hicks
- Gene Kelly (VF : Michel Gudin) : Danny Mc Guire
- Phil Silvers (VF : Maurice Nasil) : Genius
- Lee Bowman : Noel Wheaton
- Eve Arden (VF : Hélène Tossy) : Cornelia Jackson
- Otto Kruger (VF : Jean Gournac) : John Coudair
  - Jess Barker : John Coudair jeune
- Leslie Brooks : Maurine Martin
- Jinx Falkenburg (en) : elle-même
- Anita Colby (en) : elle-même
- Curt Bois : le chef cuisinier
- Edward Brophy (non crédité) : Joe, le barman
- Robert Homans (non crédité) : Pop, le vieux portier
- Thurston Hall (VF : Jean Gaudray) (non crédité) : Tony Pastor
- Kathleen O'Malley (non créditée) : une vendeuse de cigarettes
- Fern Emmett (non créditée) : une journaliste-photographe
- Dusty Anderson : une cover girl

Note : certaines sources mentionnent Shelley Winters dans ce film, mais il semble qu'il y ait eu confusion avec son rôle dans Cette nuit et toujours (1945) également avec Rita Hayworth et Lee Bowman.

## Autour du film
- Présenté en 1944, la Reine de Broadway fut réalisé pour remonter le moral des Américains plongés en pleine Seconde Guerre mondiale. Rita Hayworth, surnommée « la déesse de l’amour » des années quarante, jouait et dansait déjà depuis plusieurs années quand Harry Cohn, directeur de la Columbia, la transforma en superstar avec La Reine de Broadway en mettant en valeur ses authentiques qualités de danseuse. Ce film fut un succès sans précédent et valut à Rita Hayworth une renommée internationale.
- Avec La Reine de Broadway, son 6e film, Gene Kelly se fit remarquer et accéda à la célébrité. Il ne se contenta pas, cette fois, de danser et de jouer la comédie, mais il assura également la chorégraphie et fit appel, pour le seconder, à l’un de ses amis de Broadway, Stanley Donen.
- Gene Kelly a repris son rôle de Danny McGuire dans Xanadu (1980), dont le scénario était basé sur celui de L'Étoile des étoiles (1947) également avec Rita Hayworth.

## Récompenses et distinctions

### Oscars
La Reine de Broadway a reçu cinq nominations et remporta 1 Oscar :
- Oscar de la meilleure musique de film musical pour Carmen Dragon et Morris Stoloff.